# Czernina (gmina)
Czernina – dawna gmina wiejska istniejąca w latach 1945–1954 i 1973–1976 w woj. wrocławskim, a następnie leszczyńskim (obecnie jej teren leży w woj. dolnośląskim i województwie wielkopolskim). Siedzibą władz gminy była Czernina (do 1945 miasto).
Gmina Czernina powstała po II wojnie światowej na terenie tzw. Ziem Odzyskanych (tzw. II okręg administracyjny – Dolny Śląsk). 28 czerwca 1946 gmina – jako jednostka administracyjna powiatu górowskiego – weszła w skład nowo utworzonego woj. wrocławskiego.
Według stanu z 1 lipca 1952 gmina składała się z 10 gromad: Borszyn Mały, Borszyn Wielki, Czernina, Czernina Dolna, Czernina Górna, Giżyn, Ligota, Strumyk, Sułków i Zaborowice. Gmina została zniesiona 29 września 1954 wraz z reformą wprowadzającą gromady w miejsce gmin.
Jednostkę reaktywowano 1 stycznia 1973 w tymże powiecie i województwie. 1 czerwca 1975 gmina weszła w skład nowo utworzonego woj. leszczyńskiego.
15 stycznia 1976 gmina została zniesiona a jej obszar włączony do gmin:
- Bojanowo (obszary sołectw: Czechnów, Giżyn, Sułów Mały, Sułów Wielki i Zaborowice),
- Góra (obszary sołectw: Borszyn Wielki, Bronów, Chróścina, Czernina, Czernina Dolna, Czernina Górna, Ligota, Łagiszyn, Nowa Wioska, Polanowo, Radosław, Strumyk, Sułków i Witoszyce)[10].

Z dniem 1 lipca 1981 sołectwo Sułów Wielki przeniesiono z gminy Bojanowo do gminy Wąsosz. Tym samym po reformie administracyjnej w 1999 roku, leżące na Śląsku sołectwa Czechnów, Giżyn, Sułów Mały i Zaborowice znalazły się w województwie wielkopolskim.

## Sołectwa
Borszyn Wielki • Bronów • Chróścina • Czechnów • Czernina • Czernina Dolna • Czernina Górna • Giżyn • Ligota • Łagiszyn • Nowa Wioska • Polanowo • Radosław • Strumyk • Sułków • Sułów Mały • Sułów Wielki • Witoszyce • Zaborowice

## Sąsiednie gminy
Bojanowo, Góra, Niechlów, Rydzyna, Święciechowa, Wąsosz